# Скандал (сезон 2)
Премьера второго сезона драматического сериала «Скандал» состоялась 27 сентября 2012 года на американском телеканале ABC; заключительная серия сезона вышла в эфир 16 мая 2013 года. Сезон состоял из 22 эпизодов. Шонда Раймс продолжила быть шоураннером сериала; производством сезона занималось ABC Studios совместно с ShondaLand Production Company. Серии второго сезона выходили по четвергам в 22.00, одновременно и в США, и в Канаде.
Во втором сезоне продолжили свое развитие сюжетные линии обитателей Белого дома и сотрудников антикризисной фирмы «Оливия Поуп и партнеры». В основном актерском составе второго сезона, который включил в себя девять персонажей, произошли изменения. Генри Иан Кьюсик покинул шоу, а Джошуа Малина и Беллами Янг, игравшие второстепенные рои в первом сезоне, присоединились к основному касту сериала. 10 мая 2013 года канал продлил сериал на третий сезон.

## Сюжет
Второй сезон сериала «Скандал» имеет две основные сюжетные линии. Первая связана с расследованием фальсификации последних президентских выборов, информация о которой сообщается зрителю через флэшбеки из жизней главных героев. Журналист Джеймс Новак расследует случившееся в округе Дефайанс, в котором и произошла фальсификация, а нам становится известно, что результат выборов явился итогом заговора Оливии, Сайруса, Мелли, Верны и Холлиса Дойла. Джеймс начинает сотрудничать с Дэвидом Роузеном, который хочет завести дело против Сайруса и Фица и отправить их в отставку. Однако, в конечном итоге, Джеймс дает ложные показания, чтобы его муж Сайрус смог избежать наказания.
На жизнь Фица происходит покушение, и он в тяжелом состоянии попадает в больницу. Пока Фиц находится между жизнью и смертью, Салли Лэнгстон, к великому неудовольствию Сайруса, приступает к исполнению обязанностей президента. Фиц идет на поправку, и, решив, что судьба дает ему шанс на новую жизнь с Оливией, просит у Мелли развода. Однако Мелли, готовая на все, чтобы остаться первой леди, уговаривает своего гинеколога вызвать роды на четыре недели раньше срока. Гека арестовывают по обвинению в покушении на убийство президента; Оливия и ее команда выясняют, что Гека подставила его девушка Бекки, и именно она стреляла в Фица. Роузен помогает Геку выйти на свободу, и он вместе с Оливией устраивает ловушку для Бекки в палате Фица, где ее и арестовывают. Фиц узнает, что заказчиком покушения на него была Верна; она рассказывает ему правду о том, каким образом он стал президентом, и Фиц убивает ее. На похоронах Верны Фиц говорит Оливии, что он больше не хочет развода, поскольку узнал правду о ее роли в фальсификации выборов и не хочет с иметь с ней ничего общего.
Вторая сюжетная линия сосредоточена на выяснении личности «крота», который сливает секретную информацию из Белого дома. Оливия и ее команда берутся за расследование этого дела и выясняют, что самоубийство директора ЦРУ Грейдена Осборна на самом деле является убийством. Оливия знакомится с капитаном Джейком Баллардом; позже выясняется, что он работает на главу секретной организации B613 Роуэна, а его сближение с Оливией — приказ начальства. Мелли ставит Фицу ультиматум: либо он становится верен ей и бросает Оливию, либо она дает интервью на телевидении и рассказывает всей стране о его романе. Фиц выбирает Оливию, и Мелли приводит свою угрозу в исполнение. Фиц делает заявление о том, что он собирается переизбираться на второй срок.
Оливия и ее команда продолжают расследование дела «крота». Геку удается взять в плен Чарли, и тот рассказывает, что «кротом» является Билли Чемберс. Позже Оливии становится известно, что Чемберс работает вместе с Дэвидом Роузеном, который скрывается у нее в офисе. Роузен крадет карту памяти «Сайтрон», на которой сохранились доказательства фальсификации выборов, и отправляется к Сайрусу Бину. Дэвид рассказывает Сайрусу, что Билли Чемберс — крот, и отдает ему украденную карту взамен на назначение себя на должность федерального прокурора. В финале сезона прессе становится известно, что Оливия — любовница Фица, а мы узнаем, что Роуэн — отец Оливии.

## Актеры и персонажи
| - Керри Вашингтон — Оливия Поуп - Коламбус Шорт — Харрисон Райт - Дэрби Стэнчфилд — Эбигейл «Эбби» Уилан - Кэти Лоус — Куинн Перкинс - Гильермо Диас — Гек - Джефф Перри — глава аппарата Белого дома Сайрус Бин - Джошуа Малина — Дэвид Роузен - Беллами Янг — первая леди Мелоди «Мелли» Грант - Тони Голдуин — президент США Фицджеральд «Фиц» Томас Грант III | - Грегг Генри — Холлис Дойл - Дэн Букатински — Джеймс Новак - Дебра Муни — судья Верховного суда Верна Торнтон - Норм Льюис — сенатор Эдисон Дэвис - Джордж Ньюберн — Чарли - Скотт Фоли — Джейкоб «Джейк» Баллард - Кейт Бертон — вице-президент США Салли Лэнгстон - Сьюзен Пурфар — Беки Флинн - Джо Мортон — Роуэн «Илай» Поуп - Шармила Девар — Лорен Уэллман - Брайан Лэтчер — Том Ларсен - Саманта Слойан — Жанин Лок - Курт Фуллер — директор ЦРУ Грейден Осборн - Бренда Сонг — Алисса - Том Амандес — губернатор Сэмюэл Рестон - Эрика Шаффер — телевизионный корреспондент - Мэтт Лэтчер — Билли Чемберс | - Джимми Киммел в роли самого себя - Лоррейн Туссен — Ненси Дрейк - Элиз Нил — Анна Гордон - Патрик Фишлер — Артур «Арти» Хорнбачер - Бренда Стронг — Джоан Рестон - Сэм Андерсон — Мелвин Фин - Барри Боствик — Фицджеральд Томас Грант II - Эрик Мабиус — Питер Колдуэл - Эдельштейн Лиза — Сара Станнер - Мелинда Макгроу — Дебора Кларксон - Андреа Боуэн — Мэйбл Дойл - Джон Барроумэн — кризисный менеджер |

## Производство

### Кастинг
Основной актерский состав второго сезона сериала «Скандал» включает в себя девять персонажей; все исполнители этих ролей снимались в предыдущем сезоне, а семь актеров уже были частью основного каста сериала. Керри Вашингтон вернулась к роли главного протагониста сериала Оливии Поуп, кризисного менеджера в настоящем и директора по коммуникациям Белого дома в прошлом. Коламбус Шорт продолжил играть сотрудника фирмы Оливии Харрисона Райта, а Дэрби Стэнчфилд — подругу и сотрудницу Оливии Эбби Уилан, которая в начале второго сезона начинает встречаться с прокурором Дэвидом Роузеном. Кэти Лоус сыграла сотрудницу фирмы Оливии Куинн Перкинс, которая в начале сезона предстает перед судом за убийство, а Гильермо Диас исполнил роль Гека, компьютерщика, работающего на Оливию, и имеющего серьезные психологические проблемы. Джефф Перри вернулся к роли главы аппарата Белого дома Сайруса Бина. Джошуа Малина сыграл прокурора Дэвида Роузена, который во втором сезоне влюбляется в Эбби. Беллами Янг продолжила играть роль первой леди Мелли Грант, а Тони Голдуин — роль президента Фицджеральда «Фица» Томаса Гранта III.
Также в основном актерском составе второго сезона произошли некоторые изменения. Генри Иан Кьюсик, игравший друга и коллегу Оливии Стивена Финча, покинул шоу; Кьюсик и Шонда Раймс пришли к взаимному согласию по поводу ухода актера из шоу. Тем временем, актеры Джошуа Малина и Беллами Янг, игравшие второстепенные роли в первом сезоне, присоединились к основному касту сериала.

## Эпизоды
| № общий | № в сезоне | Название                                                                                | Режиссёр            | Автор сценария  | Дата премьеры    | Зрители в США (млн) |
| --- | ---------- | --------------------------------------------------------------------------------------- | ------------------- | --------------- | ---------------- | ------------------- |
| 8 | 1          | «White Hat’s Off» «Белая шляпа снята»                                                   | Том Верика          | Дженна Бэнс     | 27 сентября 2012 | 6,74                |
| Настоящая личность Куинн раскрыта, однако большинство из партнеров Оливии не доверяют ей и не верят в историю о ее прошлом. Тем временем, сенатор, чья интимная жизнь стала общественным достоянием, просит Оливию о помощи, а президент должен сделать крайне трудный выбор после телевизионного интервью, в котором Мелли и Сайрус поставили его в компрометирующее положение. |            |                                                                                         |                     |                 |                  |                     |
| 9 | 2          | «The Other Woman» «Другая женщина»                                                      | Стивен Крэгг        | Хезер Митчелл   | 4 октября 2012   | 6,56                |
| Известный общественный деятель найден мертвым в очень пикантной позе, и команде Оливии приходится взяться за, в буквальном смысле, тяжелую работу, чтобы разобраться с этой ситуацией. Оливия продолжает влиять на решения, принятые прокуратурой, и Дэвид считает своим долгом выяснить, как ей это удается. В Белом доме Фиц и Сайрус разбираются с внешнеполитической чрезвычайной ситуацией. |            |                                                                                         |                     |                 |                  |                     |
| 10 | 3          | «Hunting Season» «Сезон охоты»                                                          | Рон Андервуд        | Мэтт Бирн       | 18 октября 2012  | 6,17                |
| В фирму Оливии за помощью обращается параноидальный государственный служащий, и его тайна настолько скандальна, что даже Оливия оказывается застигнутой ею врасплох. В офисе царит напряженность из-за сомнений в невиновности оправданной судом Куинн, а в Белом доме все попытки Сайруса держать под контролем страсть президента оказываются тщетными, когда Фиц видит фотографию, на которой Оливия разговаривает со своим бывшим парнем.                                                                                           |            |                                                                                         |                     |                 |                  |                     |
| 11 | 4          | «Beltway Unbuckled» «Спад напряжения»                                                   | Марк Тинкер         | Марк Фиш        | 25 октября 2012  | 6,11                |
| Пропадает студентка колледжа, и ее любящие родители просят Оливию и партнеров помочь отыскать дочь. Тем временем, Дэвид продолжает расследовать дело фирмы «Сайтрон», приобретая при этом весьма неожиданного союзника. В Белом доме Мелли оказывает давление на Фитца, пытаясь доказать, что она тоже политик, с которым стоит считаться. |            |                                                                                         |                     |                 |                  |                     |
| 12 | 5          | «All Roads Lead to Fitz» «Все дороги ведут к Фицу»                                      | Стив Робин          | Рэмла Мохаммед  | 8 ноября 2012    | 6,06                |
| Когда губернатор приходит домой и видит, что его жену насилуют, он решает взять правосудие в свои руки, а затем обращается к Оливии, чтобы она помогла ему разобраться с последствиями. Тем временем, Сайрус застигнут врасплох решением его мужа вернуться на работу в качестве журналиста в Белом доме. |            |                                                                                         |                     |                 |                  |                     |
| 13 | 6          | «Spies Like Us» «Шпионы как мы»                                                         | Бетани Руни         | Крис Ван Дьюсен | 15 ноября 2012   | 6,02                |
| Оливия получает анонимное письмо, в котором закодировано сообщение, предупреждающее об опасности, грозящей Геку из-за его темного прошлого. Тем временем, самый страшный секрет Оливии может раскрыться, и она просит Харрисона помочь ей не допустить этого. В Белом доме Сайрус сталкивается с последствиями газетной статьи, которую написал его муж. |            |                                                                                         |                     |                 |                  |                     |
| 14 | 7          | «Defiance» «Округ Дэфайнс»                                                              | Том Верика          | Питер Ной       | 29 ноября 2012   | 6,64                |
| Харрисон встает во главе команды в деле миллиардера, родня которого утверждает, что он сошел с ума. Оливия и весь Белый дом готовятся к празднованию пятидесятилетия президента, а Джеймс подключается к расследованию дела «Сайтрона» и находит информацию, способную изменить судьбу страны. |            |                                                                                         |                     |                 |                  |                     |
| 15 | 8          | «Happy Birthday, Mr. President» «С Днем рождения, Мистер Президент»                     | Оливер Бокельберг   | Шонда Раймс     | 6 декабря 2012   | 7,39                |
| Национальная трагедия заставляет Оливию вернуться на работу в Белый дом. Кроме того, нам становится больше известно о первых днях президентства Фица. |            |                                                                                         |                     |                 |                  |                     |
| 16 | 9          | «Blown Away» «Унесённые»                                                                | Джессика Ю          | Марк Уилдинг    | 13 декабря 2012  | 7,14                |
| Пока Оливия, работая в Белом доме, выполняет поручения вице-президента Салли Лэнгстон, Сайрус узнает правду о секретном расследовании Джеймса. Тем временем, один из партнеров Оливии становится жертвой шокирующего предательства. |            |                                                                                         |                     |                 |                  |                     |
| 17 | 10         | «One for the Dog» «Одна - за собаку»                                                    | Стив Робин          | Хезер Митчелл   | 10 января 2013   | 8,37                |
| Пока Гека удерживают в подвале Пентагона, Оливия и ее команда получают неожиданную помощь от старого друга. Тем временем, Оливия помогает Мелли выйти из весьма щекотливого положения, которое может изменить будущее Фица, при этом ее отношения с Эдисоном достигают точки кипения. |            |                                                                                         |                     |                 |                  |                     |
| 18 | 11         | «A Criminal, a Whore, an Idiot and a Liar» «Преступница, проститутка, идиотка и лгунья» | Стивен Крэгг        | Марк Фиш        | 17 января 2013   | 7,93                |
| В Белом доме продолжает царить нестабильность, а мы, тем временем, узнаем больше о фальсификации выборов. Отношения Оливии и Эдисона оказываются на грани разрыва, когда он выдвигает шокирующее обвинение. |            |                                                                                         |                     |                 |                  |                     |
| 19 | 12         | «Truth or Consequences» «Правда или последствия»                                        | Жанно Шварц         | Питер Ной       | 31 января 2013   | 8,09                |
| После выяснения правды о фальсификации выборов, партнеры Оливии понимают, что она не всегда поступает справедливо и законно. Тем временем, Мелли приходится принять экстраординарные меры, чтобы удержать Фица. |            |                                                                                         |                     |                 |                  |                     |
| 20 | 13         | «Nobody Likes Babies» «Никто не любит младенцев»                                        | Том Верика          | Марк Уилдинг    | 7 февраля 2013   | 8,14                |
| Когда Дэвид узнает всю правду о деле «Сайтрона», Оливия, Сайрус, Мелли, Холлис и Верна оказываются в опасности. И некоторые из заговорщиков способны на все, чтобы защитить себя и тех, кого они любят. |            |                                                                                         |                     |                 |                  |                     |
| 21 | 14         | «Whiskey Tango Foxtrot» «Виски, танго, фокстрот»                                        | Марк Тинкер         | Мэтт Бирн       | 14 февраля 2013  | 8,02                |
| После выяснения всей правды об округе Дэфайнс Фиц размышляет о том, кому он может доверять. Тем временем, Оливия пытается жить дальше и знакомится с привлекательным незнакомцем Джейком, который вызывает у нее интерес. Однако когда Фиц и Оливия вновь оказываются в одной комнате, ситуация накаляется до предела. В офисе команда берется за новое дело, и впервые они работают вместе с Дэвидом Роузеном, а не против него. |            |                                                                                         |                     |                 |                  |                     |
| 22 | 15         | «Boom Goes the Dynamite» «Шумиху приносит динамит»                                      | Рэндалл Зиск        | Дженна Бэнс     | 21 февраля 2013  | 7,68                |
| К Оливии и ее команде обращается политик Питер Колдвел, однако в этот раз он просит не предотвратить скандал, а выступить в роли свах. Тем временем, Дэвид пытается забыть о прошлом, но когда он чувствует за собой слежку, ему приходится обратиться к Оливии за помощью. В Белом доме Фиц все еще раздумывает над тем кому можно доверять, и как решить деликатную проблему захваченных заложников, а Джейк не в состоянии ответить на вопрос, с кем встречается Оливия.                                                             |            |                                                                                         |                     |                 |                  |                     |
| 23 | 16         | «Top of the Hour» «Начало часа»                                                         | Стив Робин          | Хезер Митчелл   | 21 марта 2013    | 8,51                |
| Оливия вновь оказывается в центре медиа-скандала. Однако на этот раз она противостоит Овальному кабинету, так как ее новую клиентку топ-менеджера Сару Стэннер изобличили в романе с одобренным Фицем главным претендентом на кресло Верховного судьи. Тем временем, Оливия и Джейк продолжают флиртовать друг с другом, Гек берет Куинн под свою опеку, а Харрисон и Эбби выясняют, на чем основана их дружба. В Белом доме Сайрус и Мелли продолжают бороться за внимание Фица, попутно выясняя, что кто-то другой уже заполучил его. |            |                                                                                         |                     |                 |                  |                     |
| 24 | 17         | «Snake in the Garden» «Змея в саду»                                                     | Рон Андервуд        | Рэмла Мохаммед  | 28 марта 2013    | 7,97                |
| Когда дочь Холлиса Дойла похищают и требуют за нее выкуп, команда понимает, что ей придется работать на дьявола. Тем временем, Дэвид все еще находится в опасности и скрывается в офисе фирмы Оливии. Оливия и Джейк переводят свои отношения на следующий уровень, в то время как президент продолжает полагаться на информацию, предоставляемую Джейком. В Белом доме Сайрус готов на все, чтобы вернуть благосклонность президента, а Мелли высказывает Фицу, что он сильно изменился, и не в лучшую сторону.                        |            |                                                                                         |                     |                 |                  |                     |
| 25 | 18         | «Molly, You In Danger, Girl» «Молли, ты в опасности, детка»                             | Том Верика          | Крис Ван Дьюсен | 4 апреля 2013    | 8,04                |
| Детали старого дела не складываются в общую картину, и команде Оливии необходимо узнать, где они допустили ошибку. Самое плохое заключается в том, что эта ошибка подвергает их всех серьезной опасности. Тем временем, отношения Оливии и Джейка становятся все жарче, а отношения Мелли и Фица - все холоднее. |            |                                                                                         |                     |                 |                  |                     |
| 26 | 19         | «Seven Fifty-Two» «Семь-пятьдесят два»                                                  | Эллисон Лидди-Браун | Марк Фиш        | 25 апреля 2013   | 7,90                |
| Нам открываются секреты жизни Гека до того, как он присоединился к Оливии. Между Оливией и Фицем происходит крайне эмоциональный и напряженный разговор, но они не догадываются, что за ними наблюдают, а команда Оливии объединяет все свои силы, чтобы помочь одному из своих. Тем временем, Сайрус начинает испытывать недоверие к Джейку, а Мелли принимает решение, которое способно уничтожить Белый дом. |            |                                                                                         |                     |                 |                  |                     |
| 27 | 20         | «A Woman Scorned» «Отверженная женщина»                                                 | Тони Голдуин        | Захир Макги     | 2 мая 2013       | 8,07                |
| Команда продолжает свое расследование по поиску крота и делает при этом шокирующее открытие. Тем временем, Фиц приказывает Джейку продолжать защищать Оливию, которая все еще находится в серьезной опасности. В Белом доме ультиматум, поставленный Мелли, заставляет Сайруса взять на себя роль «антикризисного менеджера». |            |                                                                                         |                     |                 |                  |                     |
| 28 | 21         | «Any Questions?» «Вопросы?»                                                             | Марк Тинкер         | Мэтт Бирн       | 9 мая 2013       | 8,87                |
| Белый дом оказывается в центре крупнейшего скандала, и Сайрус вынужден отвечать на неудобные вопросы. Тем временем, близкий Оливии человек предает ее и команду. |            |                                                                                         |                     |                 |                  |                     |
| 29 | 22         | «White Hat's Back On» «Белая шляпа надета вновь»                                        | Том Верика          | Шонда Раймс     | 16 мая 2013      | 9,12                |
| После раскрытия личности крота Оливия и ее команда подвергаются очень серьезной опасности. Тем временем, скандал в Белом доме доводит Сайруса до предела его возможностей. |            |                                                                                         |                     |                 |                  |                     |

## Реакция
Второй сезон сериала «Скандал» получил подавляющее большинство положительных отзывов; некоторые критики назвали этот сезон «триумфальным». Рейтинги сериала значительно выросли во втором сезоне и достигли своего максимума в финальной серии. По сравнению с финалом первого сезона общее количество зрителей последней серии второго сезона увеличилось на 25 %, а численность взрослой аудитории (18-49 лет) — на 39 %. На сайте-агрегаторе Rotten Tomatoes второй сезон «Скандала» достиг 89 % «свежести» на основе 9 отзывов.

## Награды и номинации
| Премия            | Номинация                                             | Номинант        | Результат |
| ----------------- | ----------------------------------------------------- | --------------- | --------- |
| BET Award         | Лучшая актриса                                        | Керри Вашингтон | Победа    |
| Imagen Award      | Лучший актер / Телевидение                            | Гильермо Диас   | Номинация |
| NAACP Image Award | Лучший драматический сериал                           | «Скандал»       | Победа    |
| NAACP Image Award | Лучшая женская роль в драматическом сериале           | Керри Вашингтон | Победа    |
| Премия «Эмми»     | Лучшая женская роль в драматическом телесериале       | Керри Вашингтон | Номинация |
| Премия «Эмми»     | Лучший приглашённый актёр в драматическом телесериале | Дэн Букатински  | Победа    |
| Vision Award      | Лучшая драма                                          | «Скандал»       | Номинация |